# Гониевые
Гониевые (лат. Goniaceae) — семейство зелёных водорослей порядка Хламидомонадовые (Chlamydomonadales).
На сегодня известно два рода с 14 видами.
Роды Astrephomene и Gonium объединены в одно семейство, так как ультраструктура внеклеточного матрикса их ценобиев имеет одинаковое строение.

## Классификация
Согласно базе данных AlgaeBase, семейство охватывает следующие роды:
- Astrephomene Pocock, 1954
- Gonium O.F.Müll., 1773 — Гониум